# Domenico Scarlatti

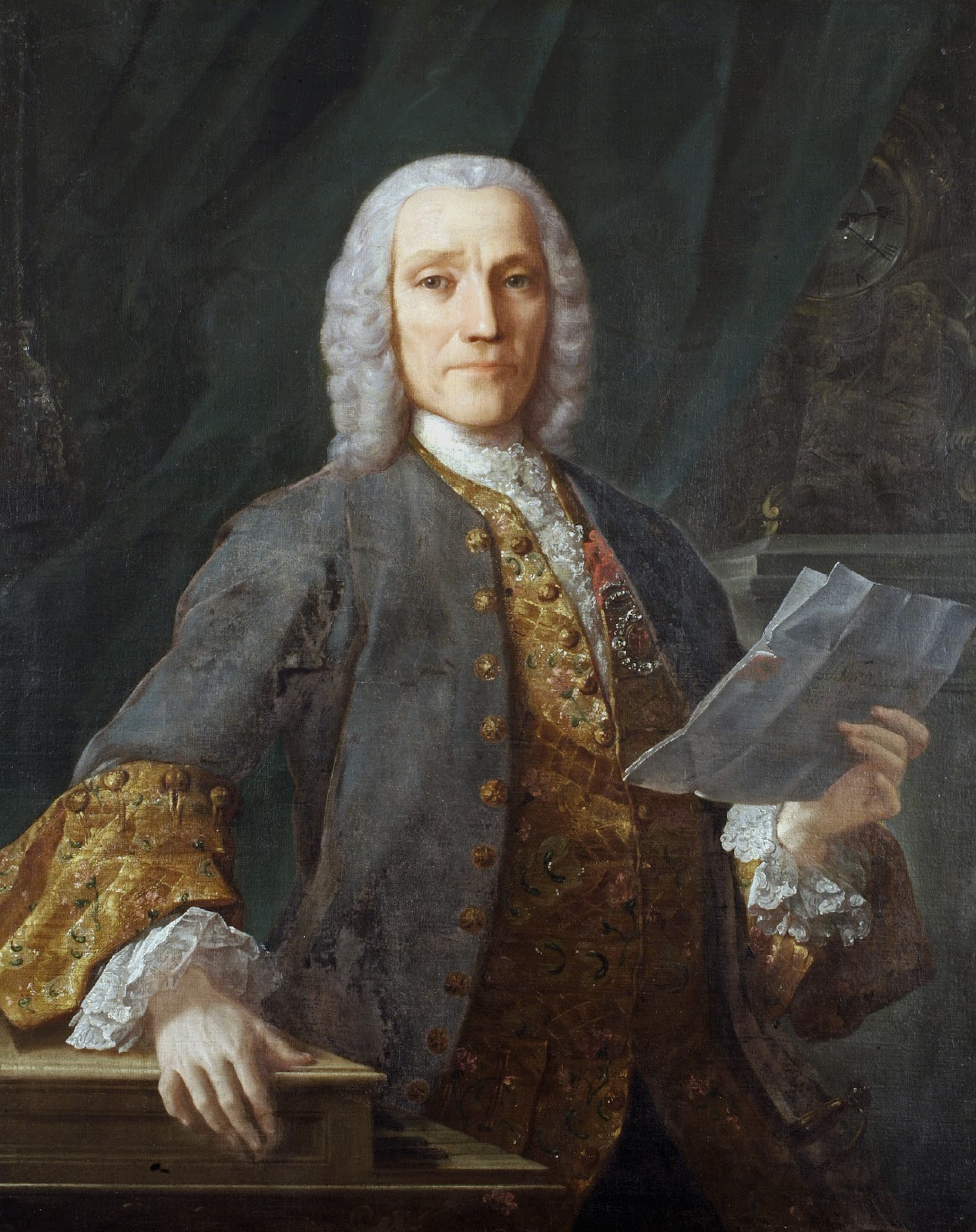
Domenico Scarlatti, Porträt von Domingo Antonio Velasco (1738)

Giuseppe Domenico Scarlatti (auch: Domingo Escarlate (portugiesisch) oder Domingo Escarlatti (spanisch); * 26. Oktober 1685 in Neapel; † 23. Juli 1757 in Madrid) war ein italienischer Komponist und Cembalist. Seine Hauptbedeutung liegt in den Sonaten für Cembalo, die zum Originellsten ihres Genres im 18. Jahrhundert zählen.

## Leben
Domenico Scarlatti war das sechste von zehn Kindern des seinerzeit berühmten und bedeutenden Opernkomponisten Alessandro Scarlatti und seiner Frau Antonia Anzalone. Auch sein älterer Bruder Pietro Filippo Scarlatti war Musiker. Über weitere Lehrer ist nichts Genaues bekannt, aber er könnte auch Unterricht bei Francesco Gasparini und Bernardo Pasquini gehabt haben. Schon 1701 war der sechzehnjährige Domenico für die Hofkapelle des spanischen Vizekönigs in Neapel als Organist und Komponist tätig. In Florenz stand er ab 1702 gemeinsam mit dem Vater in Diensten des Prinzen Ferdinando de’ Medici. Seine ersten Opern wurden bereits ab 1703 in Neapel aufgeführt, darunter L’Ottavia ristituita.
Zwischen 1705 und 1709 war Domenico in Venedig; genaueres über diesen Aufenthalt ist nicht bekannt, aber er könnte während dieser Zeit mit Gasparini und Vivaldi Kontakt gehabt haben. 1709 trat er in Rom eine Anstellung bei der im Exil lebenden polnischen Königin Maria Casimira Sobieska an, für deren Privatbühne er im Laufe der folgenden Jahre sechs Opern sowie mindestens eine Kantate und ein Oratorium schrieb. Er nahm außerdem regelmäßig an den Accademie poetico-musicali des hochgebildeten Kardinals Pietro Ottoboni teil, wo auch Arcangelo Corelli, Pasquini und Georg Friedrich Händel verkehrten. Händel und Scarlatti sollen sich trotz Rivalität angefreundet und später nur mit Hochachtung voneinander gesprochen haben; Scarlatti soll sich jedes Mal bekreuzigt haben, wenn Händels Name fiel. Einer Anekdote Mainwarings zufolge lieferten sie sich in Rom einen Wettkampf, bei dem Händel im Orgelspiel siegte, Scarlatti hingegen das Cembalospiel für sich entschied. Auf den Tasteninstrumenten spielte Scarlatti bereits in Venedig mit zehn Fingern und beeindruckte durch seine Virtuosität das Publikum. Dazu der englische Komponist Thomas Roseingrave:

„Ihm sei gewesen, als ob zehn Mal Hundert Teufel gesessen wären, nie zuvor hatte er ein derart hinreißendes Spiel gehört.“

Im Jahre 1715 wurde Scarlatti maestro di capella an der Capella Giulia und wurde somit zum Nachfolger des am 22. Dezember 1714 verstorbenen maestro di capella Tommaso Baj an der Capella Giulia des Vatikans. Zu dieser Zeit komponierte er überwiegend Opern und geistliche Vokalwerke, von denen nur noch wenige erhalten sind, u. a. ein meisterhaftes 10-stimmiges Stabat Mater. In einem merkwürdigen Dokument vom 28. Januar 1717 ließ sich Domenico offiziell Unabhängigkeit von seinem Vater zusichern, der anscheinend allzu dominant seine Karriere und sein Leben steuern wollte.
Schon 1714 nahm er zusätzlich zu seinen übrigen Verpflichtungen eine Anstellung beim portugiesischen Botschafter Marquês de Fontes an, der einer der zahlungkräftigsten Gesandten in Rom war. Dieser Kontakt führte vermutlich zu der wichtigsten und schicksalhaftesten Wende seines Lebens: 1719 übersiedelte Scarlatti nach Portugal und wurde in Lissabon Musiklehrer und Hofkapellmeister am Hofe des frommen und verschwendungssüchtigen Königs Johann V., der auch eine Reihe päpstlicher Sänger anheuern und die Chorbücher des Vatikans kopieren ließ. Scarlatti hatte hier vor allem geistliche Vokalwerke zu liefern und schrieb auch einige weltliche Serenaten. Er unterrichtete außerdem den jüngeren Bruder des Königs, Dom António (1695–1757), und am Cembalo die an Asthma leidende portugiesische Prinzessin Maria Barbara de Bragança, die sich als hochbegabte Musikliebhaberin erwies. Dokumente und musikalische Werke der Lissaboner Schaffensperiode sind nicht mehr vorhanden, da nahezu das gesamte Notenmaterial der dortigen Bibliotheken durch das Erdbeben von 1755 verlorenging. Während seiner portugiesischen Zeit unternahm Scarlatti drei Reisen nach Italien: 1724, 1725 kurz vor dem Tode seines Vaters, und 1728. Bei seiner zweiten Reise lernte er Johann Joachim Quantz und Johann Adolph Hasse kennen, die damals als Schüler Alessandros in Italien weilten. Bei der Reise von 1728 heiratete der 42-jährige Domenico die 16-jährige Maria Caterina Gentili, mit der er fünf Kinder haben sollte.
Als Maria Bárbara 1729 den spanischen Thronfolger Don Fernando von Asturien (ab 1746 König Ferdinand VI.) heiratete, folgte ihr Scarlatti in ihre neue Heimat. Sie gingen zunächst nach Andalusien, wo der Hof anfangs zwischen Sevilla, den Sierras, Granada, Cádiz und anderen Hafenstädten hin- und herreiste. Die Cembali der Prinzessin wurden dabei auf dem Rücken von Maultieren transportiert. Von Oktober 1730 bis zum 16. Mai 1733 wurden die Alcázares Reales in Sevilla zur festen Residenz. Danach zog der Hof nach Norden in die Umgebung von Madrid, wo er je nach Jahreszeit abwechselnd in den Schlössern Buen Retiro, El Pardo, Aranjuez, La Granja und El Escorial weilte.

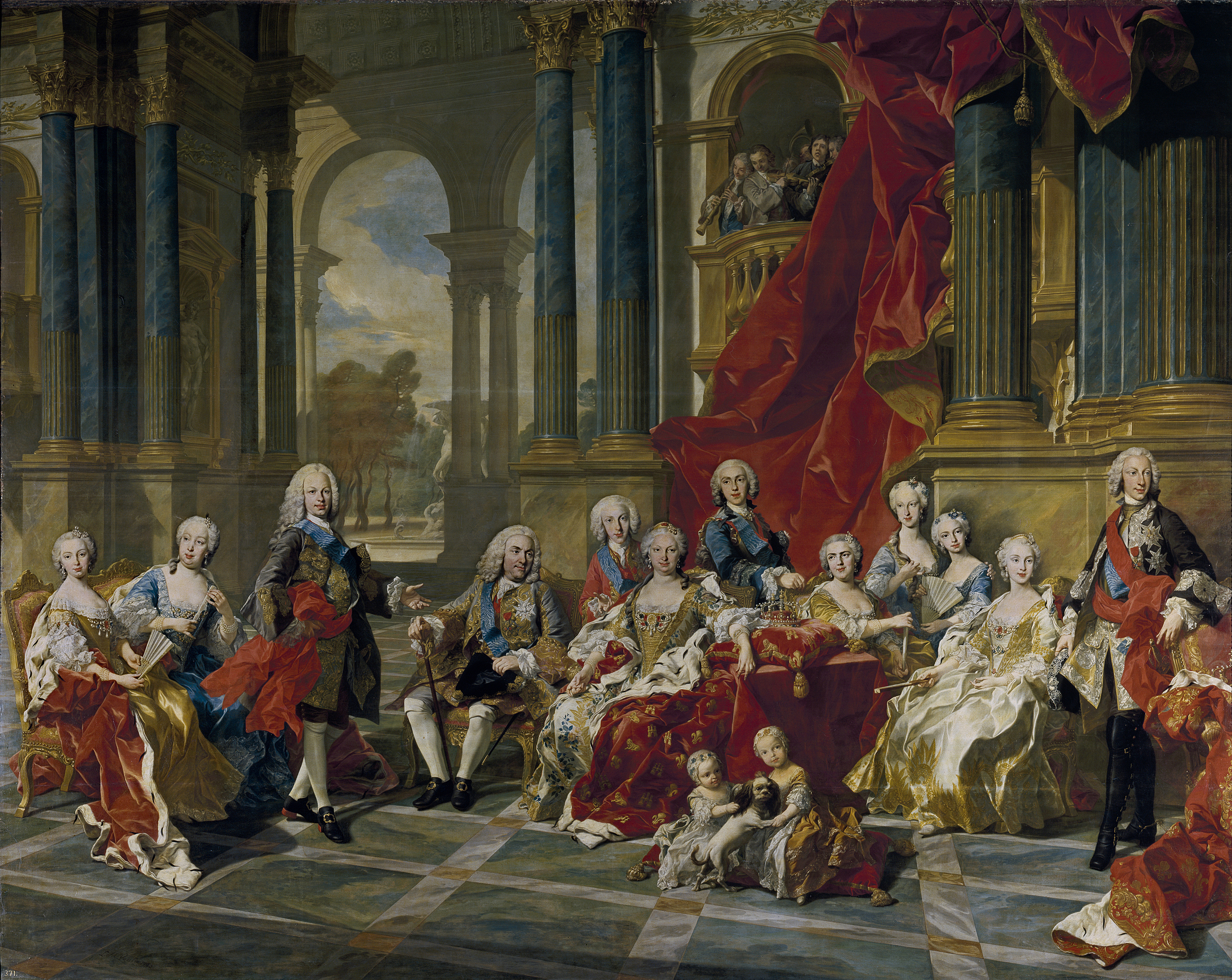
Louis-Michel van Loo: Die königliche Familie von Spanien (1743), im Hintergrund auf der Empore einige Hofmusiker, zweite Dame v. l. (in Blau): Maria Bárbara, daneben stehend: ihr Gemahl Fernando, daneben sitzend: König Philipp V. (zweiter Herr v. l.), in der Mitte (neben der Krone): Königin Elisabetta Farnese

Von Scarlattis Leben nach seiner Übersiedlung nach Spanien ist nur sehr wenig bekannt. Man kennt nicht einmal seine genaue Position bei Hofe; in Dokumenten über Opernaufführungen wird er nicht erwähnt. Er stand vermutlich weiterhin in den „privaten“ Diensten Maria Bárbaras und scheint sich praktisch ausschließlich dem Cembalo und der Komposition seiner Sonaten gewidmet zu haben, in relativer Zurückgezogenheit, weit entfernt von der italienischen Heimat, sowie beeinflusst durch die spanische Musik. Es sind außerdem einige Kantaten erhalten.
Andere bedeutende Musiker am spanischen Hofe waren zu seiner Zeit die Hofkapellmeister José de Torres (1670–1738) und Antonio de Literes (1673–1747). 1738 wurde der französischstämmige Italiener Francesco Corselli (eigentl. Courcelle) „maestro de capilla“, José de Nebra (1702–1768) war ab 1751 erster Organist und Assistent Corsellis. Im Escorial lebte und wirkte außerdem der junge Mönch Antonio Soler, der eventuell ein Schüler Scarlattis war. Der berühmteste von allen war der Sopranist Farinelli, der ab 1737 am Hofe lebte und dem depressiven König Philipp V jeden Abend vorsingen musste. Nach dem Tode Philipps 1746 wurde Maria Bárbara Königin von Spanien. Da sie eine leidenschaftliche Opernliebhaberin war, stand Farinelli in allerhöchster Gunst und kümmerte sich um die Opernaufführungen.
Scarlatti legte am 21. April 1738 im Kapuzinerkloster San Antonio del Prado mit Zustimmung des portugiesischen Königs Johanns V. die Gelübde als Ritter des Ordens von Santiago ab. Dem König sind auch die 30 Essercizi per Gravicembalo (= 30 Übungen für Cembalo) gewidmet, die Scarlatti in der Folge publizieren ließ; sie erschienen 1739 in London bei Adamo Scola im Druck und machten ihn mit einem Schlage in ganz Europa als sagenumwobenen Cembalovirtuosen berühmt. Aus dem Widmungstext geht hervor, dass zumindest einige, wenn nicht alle dieser Stücke schon in Portugal entstanden sein müssen:

„…Es sind Kompositionen, die unter den allerhöchsten Auspizien EURER MAJESTÄT geboren sind, im Dienste Eurer verdientermaßen vom Glück gesegneten Tochter, der PRINZESSIN VON ASTURIEN, und Eures Allerwürdigsten Bruders, des Infanten DON ANTONIO….“

Das einzige erhaltene Porträt Scarlattis von Domingo Antonio Velasco stammt aus der Zeit um 1738 und wurde vermutlich anlässlich seiner Ernennung zum Ritter von Santiago gemalt. Am 6. Mai 1739 starb seine erste Frau Maria Caterina in Aranjuez. Irgendwann zwischen 1740 und 1742 heiratete er die aus Cádiz stammende Anastasia Ximénez, mit der er weitere vier Kinder hatte. Scarlatti setzte am 19. Oktober 1749 sein Testament auf und erhielt am 3. Oktober 1753 für sich und seine Familie einen vollkommenen Generalablass von Papst Benedikt XIV. Er verstarb am 23. Juli 1757 in seinem Haus in der Calle de Leganitos 35 in Madrid und wurde im Kloster Convento de San Norberto beigesetzt, das 1864 abgerissen wurde. Sein Grab ist daher nicht mehr erhalten.
Über Scarlatti als Privatmann ist sehr wenig bekannt. Er soll ein höflicher, jedoch zurückhaltender Mann gewesen sein; manche hielten ihn für einen Einzelgänger. Es gibt Gerüchte, dass er ein leidenschaftlicher Glücksspieler gewesen sei, der oft große Schulden machte, die von seiner Gönnerin, Königin Maria Bárbara, großzügig beglichen worden seien. Maria Bárbara überlebte ihn nur um ein Jahr, sie starb 1758.

## Die Sonaten
Der bedeutendste Teil von Scarlattis Werk sind seine 555 erhaltenen Cembalosonaten. Die Essercizi von 1739 und wenige andere zu Lebzeiten veröffentlichte Sonaten begründeten seinen Ruhm und beeinflussten die Werke anderer Komponisten wie Johann Sebastian Bach (Fantasia c-moll BWV 906, Goldberg-Variationen), Jacques Duphly, Pietro Domenico Paradies oder Muzio Clementi. Händel ist ein besonderer Fall, da er und Scarlatti einander in ihrer Jugend persönlich kennenlernten und einander möglicherweise beeinflussten. Auf der iberischen Halbinsel entstand eine eigene 'Schule' von Tastenvirtuosen, zu denen u. a. Carlos Seixas, Antonio Soler, José de Nebra gehörten.
Die nicht veröffentlichten Sonaten sind nicht als Autographe erhalten, sondern liegen nur als Abschriften vor, die ab 1742 und vor allem während der letzten Lebensjahre Scarlattis 1749 bis 1757 in verschiedenen Bänden zusammengefasst wurden, also abgesehen von stilistischen Merkmalen keinen eindeutigen Hinweis auf die Entstehungszeit geben. Die bedeutendste Manuskriptsammlung befindet sich heute in der Biblioteca Nazionale Marciana in Venedig (496 Sonaten): Diese 15 Bände in rotem Maroquinleder haben jeweils auf dem Deckel in Gold das vereinigte Wappen der Königreiche Portugal und Spanien und gehörten vermutlich der Königin Maria Bárbara (Siehe Abb.). Sie sind alle datiert. Einfachere, aber bedeutende Manuskripte liegen in der Biblioteca Palatina (Conservatorio Arrigo Boito) in Parma (463 Sonaten), in der Universitätsbibliothek Münster (349 Sonaten), und in der Bibliothek der Gesellschaft der Musikfreunde in Wien (308 Sonaten; ehemals im Besitz von Johannes Brahms).
Ralph Kirkpatrick fiel als erstem auf, dass in den Bänden von Venedig und Parma ab 1749 fast durchweg zwei Sonaten gleicher Tonart aufeinanderfolgen oder dass sie sich nur im Tongeschlecht unterscheiden; es gibt außerdem weitgehende Übereinstimmungen zwischen den beiden Manuskript-Sammlungen (und teilweise auch anderen Quellen). Eine zweisätzige Sonatenfolge ist auch von anderen zeitgenössischen Komponisten der iberischen Halbinsel bekannt, namentlich von Carlos Seixas und von Antonio Soler; zweisätzig sind auch die 1754 veröffentlichten zwölf Sonaten des Pietro Domenico Paradies. Alle drei Komponisten sind stark von Scarlatti beeinflusst. Auch Luigi Boccherini, der ab 1768 am spanischen Hofe wirkte und Soler und dessen Musik persönlich gekannt haben muss (und vielleicht auch Scarlattisonaten), komponierte zweisätzige Quartettini und Quintettini.
Insgesamt sind Scarlattis Sonaten kompositorisch ungemein vielfältig. Es gibt jedoch einige Grundmerkmale:
Die Sonaten sind zweiteilig, beide Teile werden wiederholt. Steht die Sonate in Dur, so moduliert der erste Teil meistens von der Tonika zur Dominante, im anschließenden zweiten Teil führt der harmonische Verlauf von der Dominante zur Tonika zurück. Bei einigen Dur-Sonaten jedoch enden beide Teile in Moll, andere weisen einen zweiten Teil auf, der nicht mit der Dominante, sondern einer entlegeneren Tonart beginnt. Steht die Sonate in Moll, so moduliert der erste Teil meistens von der Tonika zur Tonikaparallele, der zweite zurück in die Tonika. Innerhalb einiger Sonaten ist ein Tempowechsel komponiert.
Unabhängig davon, ob es sich um eine Sonate in Dur oder Moll handelt, weisen die Sonaten im ersten Teil mehrere Motive auf, die häufig im zweiten Teil wiederkehren. Häufig kommt es zu motivischer Arbeit, die harmonische Textur ist dicht und führt zum Teil in weit entfernte Tonarten. Ein weiteres Kennzeichen ist die Verwendung repetitiver Strukturen (Wiederholungen). Etliche Sonaten wirken wie Archetypen der sich wenige Jahrzehnte später etablierenden Klaviersonate, wie sie etwa in Wien weiterentwickelt wurde. Scarlattis Klavierwerk kann wegen des Stilwandels zum Empfindsamen Stil eine Brückenfunktion zwischen Barock und Klassik zugeschrieben werden. „Wilde Blumen am Zaun der Klassik“ werden sie in einer Publikation Barbara Zubers genannt.
Scarlatti schrieb sich die Sonaten offensichtlich selber auf den Leib und auch als Übungs- und Glanzstücke für Maria Bárbara. Der Ausdruck „Sonate“ ist hier – in Abgrenzung zur Vokalmusik – in seiner ursprünglichen Bedeutung als „Klangstück“ bzw. „Spielstück“ zu verstehen. In Scarlattis Jugend war es allgemein üblich, längere Werke als Toccaten, kürzere, auch Fugen, als Sonaten zu bezeichnen. Bezeichnend ist, dass Scarlatti keine seiner Sonaten „Toccata“ nannte und nur eine Variationsreihe schrieb.

„Scarlatti imitated the melody of tunes sung by carriers, muleteers and common people.“

„Scarlatti imitierte die Melodie von Liedern, wie sie von Fuhrmännern, Maultiertreibern und dem einfachen Volk gesungen wurden.“

Abgesehen von diesen Charakteristika ist das geradezu Experimentelle vieler Sonaten auffällig. Vor allem Einflüsse spanischer Volksmusik und spanischer Tanzformen verband Domenico Scarlatti mit seinen frühen musikalischen Prägungen zu einem persönlichen Stil. Verblüffend ist, wie nonchalant er volkstümliche Elemente in seine für einen feudalen Rahmen komponierten Sonaten einbaut und solche Klangerfahrungen integriert, imitiert und transzendiert.

Er setzte sich auch über die Konventionen seiner Zeit, insbesondere was die Stimmführung angeht, souverän hinweg. Viele seiner Sonaten sind harmonisch außerordentlich interessant, er modulierte manchmal in weit entfernte Tonarten (z. B. K 296, oder K 490), und verwendete auch gerne enharmonische Verwechslungen (z. B. K 296, K 206). In diesen Dingen war er seiner Zeit weit voraus und erzeugte manchmal quasi-romantische oder quasi-impressionistische Effekte. In einigen Sonaten gibt es Acciaccaturen, die in Extremfällen wie den Sonaten K 119 (in D) und K 175 (in a; siehe Notenbsp.) an Klang-Cluster erinnern, wie sie systematisch erst im 20. Jahrhundert in die Musik Einzug fanden; die Acciaccatura war allerdings schon lange zuvor, seit mindestens ca. 1660, ein typischer Bestandteil barocker Cembalomusik und spielte ganz besonders auch im italienischen Cembalo-Continuo eine große Rolle. Scarlatti verwendet bei Acciaccaturen kein besonderes Zeichen, wie z. B. der Franzose d'Anglebert, sondern schreibt die Noten der Acciaccatura in den Akkord hinein. Die dissonierenden Töne werden normalerweise nur ganz kurz angeschlagen, und die Akkorde arpeggiert gespielt. Scarlattis Gebrauch der Acciaccaturen in den beiden genannten Sonaten K 119 und K 175 geht allerdings weit über Alles hinaus, was vorher bekannt war, und erzeugt einen geradezu wilden oder wüsten Effekt. In K 175 müssen stellenweise sieben Töne gleichzeitig in einer Hand gegriffen werden (siehe Notenbsp., unterste Zeile). Ein späterer Zeitzeuge notierte folgende Aussage von Scarlatti:

„Scarlatti sagte öfter zum Herrn L'Augier, er wisse recht gut, daß er in seinen Clavierstücken alle Regeln der Komposition bey Seite gesetzt habe, fragte aber, ob seine Abweichung von diesen Regel das Ohr beleidigten? und auf die verneinende Antwort fuhr er fort, er glaube, es gäbe fast keine andere Regel, worauf ein Mann von Genie zu achten habe, als diese, dem einzigen Sinne, dessen Gegenstand die Musik ist, nicht zu mißfallen. […] da die Natur ihm zehn Finger gegeben hätte, und sein Instrument für alle Beschäftigung hätte: so sähe er keine Ursache, warum er sie nicht alle zehn gebrauchen sollte.“

Im Ganzen gesehen sind Scarlattis Sonaten stilistisch weit entfernt von der Claviermusik seiner gleichaltrigen Zeitgenossen Bach und Händel. Stücke wie K 423, K 95 oder K 388, um nur drei Beispiele zu nennen, stehen weit außerhalb des Mainstreams der Zeit und nehmen Mozart, Schubert und Chopin vorweg.

### Virtuosität
Auf technischer Ebene betritt Scarlatti eine neue Stufe der Virtuosität: mit weiten Sprüngen (z. B. Takt 80–99 in K 28), Überkreuzen der Hände (z. B. in Takt 6–9 in K 16, Takt 22 ff. in K 29 oder Takt 23 ff. in K 53), schnellen Tonrepetitionen (z. B. K. 141, oder in Takt 23–30 von K 211, oder Takt 13 ff. von K 149), Passagen in Sexten und Oktaven (z. B. in Takt 66–72 in K 44), gebrochenen Akkorden und Tonleitern in rasantem Tempo über mehrere Oktaven (z. B. Takt 1 ff. in K 50), Arpeggien über bis zu vier Oktaven (z. B. in Takt 30 und 31 in K 107). Sie lässt alles hinter sich, was einem Cembalisten bis dahin abverlangt wurde.

### Werkverzeichnisse
Mehrere Autoren haben Werkverzeichnisse erstellt. Heute wird für die Klaviersonaten fast durchgängig das von Ralph Kirkpatrick verwendet (abgekürzt mit K), siehe die Liste von Scarlatti-Sonaten. Er orientierte sich dabei an den Datumsangaben der uns überlieferten Abschriften und der wenigen veröffentlichten Werke. Zwar ist auch dieses Verzeichnis nicht chronologisch, dürfte aber einen Fortschritt gegenüber Sammlungen darstellen, die sich an stilistischen Kriterien orientieren, wie die lange benutzte Ausgabe von Alessandro Longo (Longo-Verzeichnis); in dieser erscheinen die Sonaten nicht in der Reihenfolge der Manuskripte, sondern wurden nach Longos eigenem Ermessen – und völlig entgegen zeitgenössischen italienischen oder iberischen Gepflogenheiten – zu Suiten angeordnet und teilweise von ihm gekürzt und verändert. Die von Kirkpatrick entdeckte (höchstwahrscheinliche) Zweisätzigkeit vieler Sonaten ist daher in der Longo-Ausgabe gar nicht zu erkennen.
2006 entdeckte Daniel Laumans unter den von Gaspar Smit (1767–1819) angelegten Klaviermanuskripten von Ávila eine weitere, bis dahin unbekannte Sonate von Scarlatti: „Sonata / Don Domenico Escarlati / punto alto“ und führte sie 2007 am Cembalo wieder auf.

### Scarlattis Instrumente
Über Scarlattis eigene Instrumente ist nichts bekannt, Ralph Kirkpatrick veröffentlichte jedoch ein Inventar der Instrumente von Königin Maria Bárbara bei ihrem Tode. Da sie 1758, nur ein Jahr nach dem Komponisten, starb, spiegelt dieses Inventar ungefähr die Situation wider, die Scarlatti zumindest in seinen letzten Lebensjahren bei Hofe vorfand.
Die Königin besaß zwölf Tasteninstrumente, davon neun Cembali, und drei florentinische Fortepianos, letztere vermutlich von Christofori oder seinem Mitarbeiter und Nachfolger Giovanni Ferrini (um 1700–1758). Von den Cembali waren zwei ursprünglich Fortepianos, die aber – vielleicht wegen technischer Mängel oder weil sie nicht gefielen – zu Cembali umgebaut worden waren. Eines der Fortepianos und eines der umgebauten Instrumente hatten nur einen kleinen Umfang von vier Oktaven (vermutlich C-c''') und waren daher für die meisten Scarlatti-Sonaten nicht zu gebrauchen. Die anderen beiden Fortepianos hatten 54 bzw. 56 Tasten, das entspricht einem Umfang von z. B. AA-d''' bzw. GG-d'''.
Die Königin besaß ein vermutlich zweimanualiges Instrument aus Flandern mit drei Chören (vermtl. 8'8'4'), dessen Umfang nicht genannt wird.
Drei Cembali waren aus Nussbaum und vermutlich zweimanualig, zwei davon mit einer normalen Disposition von 8'8'4'. Das dritte war ein ungewöhnlich großes Instrument mit vier Chören und fünf Registern, eines der Register war vermutlich ein Lautenzug. Die genaue Disposition dieses Instrumentes ist nicht bekannt, möglich wären: 8'8'8'4', oder 16'8'8'4', oder 8'8'4'4', oder 8'8'4'2'. Dieses große Cembalo hatte einen Umfang von 56 Tasten, die anderen beiden Nussbauminstrumente 56 und 58 Tasten (mögliche Umfänge: z. B. GG-d''' und GG-e'''). Vermutlich war dieses das Instrument, das Farinelli als Überraschung für die Königin vom Hof-Cembalobauer Diego Fernández (1703–1775) bauen ließ.
Die letzten drei Cembali waren aus Zedern- und Zypressenholz, wie typisch italienische Instrumente. Dafür spricht auch, dass (mindestens) eines davon nur zwei Chöre hatte (vermutl. 8'8'), also einmanualig gewesen sein muss. Diese drei Cembali waren die einzigen Instrumente der Königin, auf denen man späte Scarlatti-Sonaten mit einem Umfang von fünf Oktaven spielen konnte, wie sie in den Bänden VIII bis XIII in Venedig eingetragen wurden. Es muss auch betont werden, dass solch späte 5-Oktaven-Sonaten normalerweise bis zum hohen g''' gehen – ein Ton, der zu dieser Zeit auf mitteleuropäischen oder französischen Instrumenten gar nicht vorkam, deren Umfang normalerweise nur bis d''', e''' oder f''' ging. Das hohe fis''' und g''' waren also Töne, die in der Mitte des 18. Jahrhunderts nur auf der iberischen Halbinsel und in England (und eventuell in Italien) vorkamen.
Einige dieser Instrumente vermachte Maria Bárbara nach ihrem Tode Farinelli, der sie später mit nach Italien nahm und Charles Burney in Bologna darauf vorspielte. Interessant ist Burneys Beschreibung zweier spanischer Cembali, die offenbar vom gleichen Typ wie die zuletzt beschriebenen Instrumente waren:

„…Dieser Flügel (= Cembalo), welcher in Spanien gemacht ist, hat mehr Ton als irgend einer von den andern. Sein (= Farinellis) dritter Günstling ist gleichfals ein in Spanien nach seiner Anweisung gemachter Flügel; …Bei diesen spanischen Flügeln sind die ganzen Töne schwarz, und die halben mit Perlmutter belegt. Übrigens sind sie nach italiänischer Art, alles ist aus Cedernholz, der Sangboden ausgenommen, und sie stehen in einem Futterale.“

### Konzertpflege der Sonaten
Die Sonaten wurden lange Zeit mehr als „Showstücke“ meist als Konzertzugaben gespielt. Manche erfordern vom Interpreten große Virtuosität, und um dies wirkungsvoll darbieten zu können, wurden sie seit dem 19. Jahrhundert bis weit ins 20. Jahrhundert in der Regel auf modernen Konzertflügeln gespielt. Die sich später ergebende Frage, ob für Scarlatti-Sonaten nicht eher die Originalinstrumente wie Cembalo oder Hammerklavier eingesetzt werden müssten, ist heute von untergeordneter Bedeutung. In der Aufführungspraxis beträgt das Verhältnis derer, die das Original-Instrument benutzen, zu jenen, die den modernen Konzertflügel vorziehen, aktuell etwa 1:3. Als jedoch, insbesondere auf der Grundlage der editorischen Arbeiten von Ralph Kirkpatrick seit den 1950er Jahren, Scarlattis Sonaten als vollwertige Kompositionen wiederentdeckt wurden, geschah dies verständlicherweise zuerst auf dem Cembalo. Allerdings trugen auch die frühen Aufnahmen von Vladimir Horowitz Anfang der 1960er Jahre auf dem modernen Konzertflügel wesentlich zu dieser Wiederentdeckung bei. Sonaten von Scarlatti gehören heute zum Repertoire fast jedes Konzertpianisten und vieler Cembalisten.
Eine erste, maßstabsetzende Gesamteinspielung der Sonaten auf Scarlattis Originalinstrument, dem Cembalo, erfolgte 1988 durch den amerikanischen Cembalisten Scott Ross. Viele international bekannte Pianisten haben in den letzten 50 Jahren einige oder auch viele Sonaten auf modernen Konzertflügeln eingespielt; es liegen derzeit (Dezember 2019) von 557 der insgesamt 558 Sonaten (die zugeschriebenen und problematischen mitgerechnet) Einspielungen von insgesamt mindestens 220 Konzertpianisten auf Tonträgern oder im frei zugänglichen Internet vor; von manchen Sonaten gibt es bis zu 40 und mehr Einspielungen auf Tonträgern; Spitzenreiter sind (Dezember 2019) K 27 und K 380 mit 48 und 53 Interpretationen nur auf dem Konzertflügel. Es gibt außerdem zahlreiche Einspielungen einzelner Sonaten auf dem Cembalo von international renommierten Künstlern wie Pierre Hantaï (5 CDs), Andreas Staier (2 CDs), Bertrand Cuiller, Francesco Cera u. a. Eine zweite Gesamtaufnahme auf dem Cembalo nach Scott Ross gibt es von Richard Lester; Pieter-Jan Belder hat eine Gesamtaufnahme auf drei Instrumenten, dem Cembalo, dem Hammerklavier und der Orgel vorgelegt. Eine Gesamteinspielung auf Cembalo, Fortepiano und Orgel gibt es auch in einer italienischen Gemeinschaftsproduktion von Ottavio Dantone, Emilia Fadini, Marco Farolfi, Maria Cecilia Farina u. a. (für Stradivarius). Eine Gesamtaufnahme (allerdings nur der Sonaten der Parma-Handschrift) auf dem Bösendorfer-Konzertflügel wird gerade von Carlo Grante erarbeitet; sie steht (Dezember 2019) bei K. 513. Eine weitere Gesamteinspielung auf dem Konzertflügel durch Christoph Ullrich ist seit dem Frühjahr 2014 im Entstehen begriffen. Als „work in progress“ entsteht seit 2013 auch eine Gesamteinspielung von Günter Reich im Internet. Sie steht (Dezember 2019) bei K. 523. Ebenfalls eine Gesamteinspielung strebt eine Initiative mehrerer Pianisten (Stand Dezember 2019: 24 Pianisten mit rund 359 Einspielungen) in Tschechien an. Die Firma Naxos plant mit verschiedenen Pianisten eine Gesamtaufnahme auf dem Konzertflügel, von der bis Dezember 2019 22 Teile erschienen sind. Somit lagen im Dezember 2019 557 der (einschließlich der problematischen und zugeschriebenen) im Ganzen 558 Sonaten vor, gespielt auf dem Konzertflügel, auf Tonträgern seit 1946. Daneben gibt es zahlreiche Einspielungen einzelner Sonaten auf anderen Instrumenten wie Akkordeon, Harfe, Gitarre, Mandoline usw., auch in Streicher- und Bläserbesetzungen. Claudio Colombo spielte im Jahr 2003 538 Sonaten des Kirkpatrick-Verzeichnisses auf einem Yamaha-Digitalklavier ein und stellte diese Arbeit ins Internet. Eine neue Gesamtausgabe der Noten ist im Verlag Casa Ricordi erschienen, aber auch frei im Internet abrufbar.

## Opern

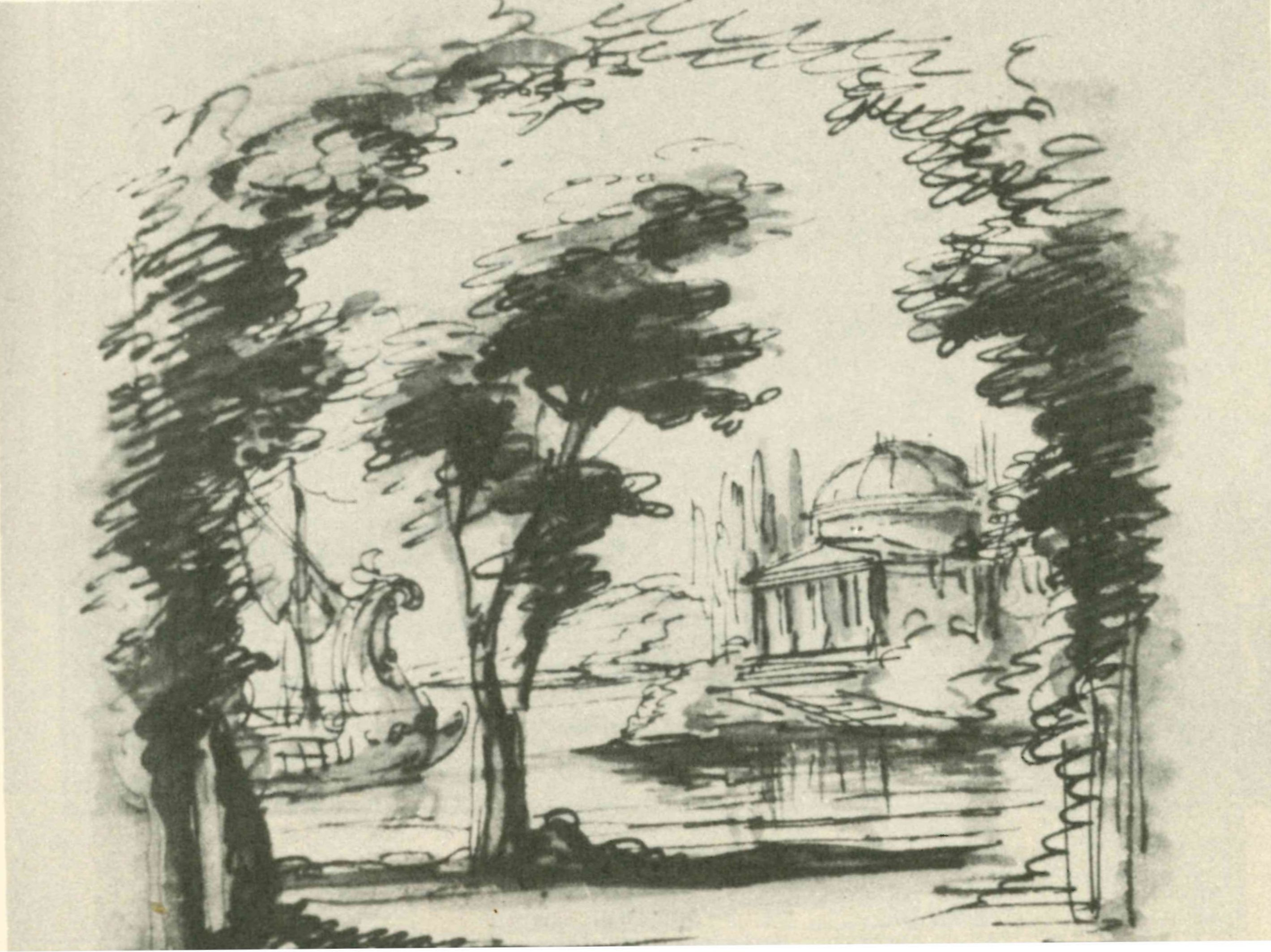
Bühnenbild, wahrscheinlich für Amor d'un ombra Akt I von Domenico Scarlatti (Rom 15. Januar 1714), Entwurf von Filippo Juvarra

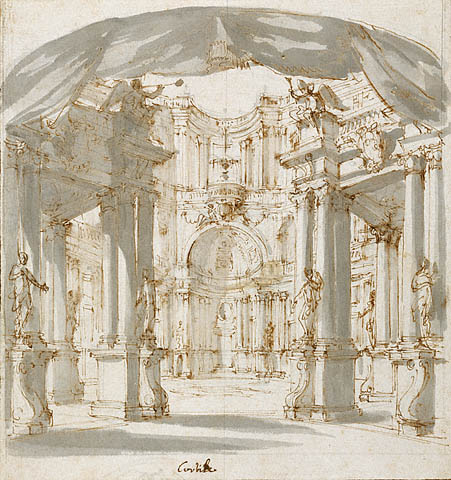
Bühnenbild „Hof in einem Palast“ von Filippo Juvarra, wahrscheinlich für eine Oper von Domenico Scarlatti

Opern schuf Domenico Scarlatti ausschließlich in seiner ersten Schaffensperiode in Italien. In Neapel entstanden zunächst um 1703/1704 die Opern Giustino, Ottavia sowie eine Neufassung von Carlo Francesco Pollarolos Irene. Eine weitere Gruppe von Opern komponierte Scarlatti von 1711 bis 1714 in Zusammenarbeit mit dem Librettisten Carlo Sigismondo Capece und dem Bühnenbildner Filippo Juvarra für das Privattheater der Königin Maria Casimira von Polen im Palazzo Zuccari in Rom. Zu diesen Werken gehören Tolomeo, Tetide in Sciro und Amor d’un Ombra. Seine letzten Opern Ambleto, Dirindira und Berenice komponierte er zwischen 1715 und 1718 für das römische Teatro Capranica. Die meisten Opern-Kompositionen Scarlattis sind nicht oder nur teilweise erhalten.
- L’Ottavia Ristituita al Trono (Giulio Convò), melodramma (1703 Neapel); 32 Soloarien und zwei Duette erhalten
- Il Giustino (Giulio Convò nach Nicolò Beregan), dramma per musica (1703 Neapel); 21 Soloarien und drei Duette erhalten
- L’Irene (Giulio Convò? nach Girolamo Frigimelica de’ Roberti), dramma per musica (1704 Neapel); 32 Arien und ein Duett erhalten
- La Silvia (Carlo Sigismondo Capece), dramma pastorale (27. Januar 1710 Rom); Musik verschollen
- Tolomeo et Alessandro, overo La Corona Disprezzata (Carlo Sigismondo Capece), dramma per musica (19. Januar 1711 Rom)
- L’Orlando, overo la Gelosa Pazzia (Carlo Sigismondo Capece nach Ludovico Ariosto), dramma (1711 Rom); Musik verschollen
- Tetide in Sciro (Carlo Sigismondo Capece), dramma per musica (10. Januar 1712 Rom); größtenteils erhalten
- Ifigenia in Aulide (Carlo Sigismondo Capece), dramma per musica (11. Januar 1713 Rom); nur eine Arie erhalten
- Ifigenia in Tauri (Carlo Sigismondo Capece), dramma per musica (1713 Rom); nur drei Arien erhalten
- Amor d’un Ombra e Gelosia d’un Aura (Carlo Sigismondo Capece), dramma per musica (15. Januar 1714 Rom); überarbeitet als Narciso (Paolo Antonio Rolli nach Capece, 30. Mai 1720 London)
- Ambleto (Apostolo Zeno und Pietro Pariati), dramma per musica (Karneval 1715 Rom); nur eine Arie erhalten
- Dirindina (Girolamo Gigli), farsetta per musica (Intermezzo zu Ambleto, 1715 Lucca)
- Berenice Regina di Egitto overo Le Gare d’Amore, e di Politica (Antonio Salvi), dramma per musica (Karneval 1718 Rom); laut Anmerkung im Textbuch Musik von Domenico Scarlatti und Nicola Antonio Porpora, nur fünf Arien erhalten

## Andere Quellen

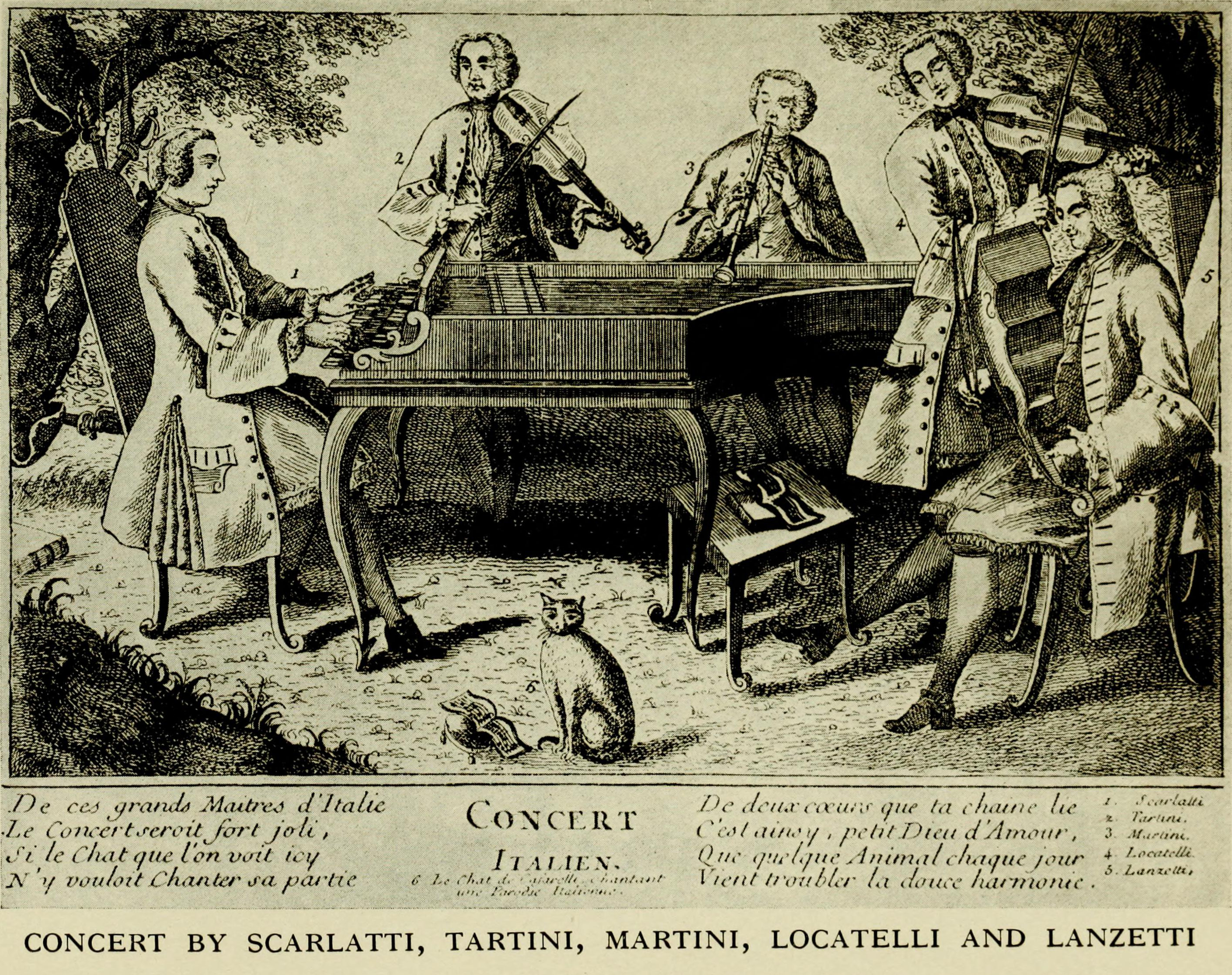
Ein fiktives Konzert, angeblich mit: Domenico Scarlatti, Tartini, (Sam)Martini, Lanzetti und Locatelli

### Noten
- Pietro Domenico Paradies, Sonate di Gravicembalo (London, 1754), Bd. 1 & 2, hrsg. v. Hugo Ruf u. Hans Bemmann, Mainz et al.: Schott, 1971.
- Carlos Seixas, 80 Sonatas para instrumentos de tecla (2. edição), 2 Bde., hrsg. v. Macario Santiago Kastner, Lissabon: Fundação Calouste Gulbenkian, 1992.
- P. Antonio Soler, Sonatas para instrumentos de tecla, ed. P. Samuel Rubio, Madrid: Union Musical Ediciones S.L., (o. J.).

### Einspielungen von Vokalwerken
- Alessandro, Francesco e Domenico – Polyphonic Music of the Scarlatti family (von Domenico: Missa quatuor vocum „di Madrid“ + Magnificat), Ensemble Ex Tempore, Florian Heyerick, erschienen bei: Etcetera 2005 (CD)
- Domenico Scarlatti, Lettere amorose – Cantatas, Sonatas & Operatic Duets, Patrizia Ciofi, Anna Bonitatibus, Il Complesso Barocco, Alan Curtis, erschienen bei: Virgin veritas, 2003 (CD).
- Domenico Scarlatti, Stabat Mater (+ Missa Breve „La Stella“, Te Deum, Iste Confessor, Cibavit eos), The Sixteen, Harry Christophers, erschienen bei: Collins Classics 1997 (CD).